# Пермьнефть
Пермьнефть — у кінці XX ст. — виробниче об'єднання з видобутку нафти у Пермській області Росії. 51 виробнича одиниця. Розробляло 50 родовищ. 7 тис. свердловин. Вперше впроваджено кущове направлене турбінне буріння.

## Історія компанії
У 1994 р. компанія як і вся нафтова галузь Росії, виявилися в стані глибокої економічної кризи. У той час до управління підприємством приходить нова команда, яка приступає до реорганізації. Складається план фінансового оздоровлення, основне виробниче ядро, що безпосередньо займається нафтовидобутком, звільняється від невластивих йому функцій, проводиться централізація фінансових і матеріальних потоків. Завдяки рішучим діям управлінської команди і зладженій роботі колективу, менш ніж за два роки підприємство зуміло розрахуватися з боргами.
У ці ж роки проходить акціонування нафтового комплексу Прикам'я. Наступниками об'єднання стають ряд самостійних нафтовидобувних підприємств, в тому числі створених з участю іноземних інвесторів. Велика їх частина в 1996 р. входить до складу «Лукойлу».
АТ «Лукойл-Пермьнефть» — найбільше нафтогазодобувне підприємство Пермської області. Працює шість тисяч чоловік. З початку розробки нафтових родовищ підприємство видобуто з надр Прикам'я понад 470 мільйонів тонн нафти. Її запаси, розвідані на кінець XX ст., забезпечать роботою «ОАО ЛУКОЙЛ-Пермнефть» на 50 років. Компанія експлуатує 47 нафтових і газових родовищ.
У 1997 році план з видобутку нафти був виконаний достроково — видобуто 5,6 мільйони тонн, у тому числі 272 тисячі тонн понад план. В експлуатацію введено 57 нових нафтових свердловин, 111 — виведені з консервації. Структура «ОАО ЛУКОЙЛ-Пермнефть» мобільна: після її перебудови в 1995 році виділилися дочірні організації, які обслуговують виробництво.
Колектив «ОАО ЛУКОЙЛ-Пермнефть» — переможець конкурсу «Найкращі російські підприємства-1997» він увійшов в число 60 найкращих в паливно-енергетичному комплексі.
На початку XXI ст. ТОВ «ЛУКОЙЛ ПЕРМНЕФТЬ» фактично є основним спадкоємцем об'єднання «Пермнефть», яке добуває на сьогодні до 60 % пермської нафти. Підприємство розробляє 43 родовища нафти і газу в 13 адміністративних районах області.